# Gudrun Berend
Gudrun Berend (Eisleben, 27 april 1955–22 augustus 2011) was een atleet uit Duitsland.
Op de Olympische Zomerspelen van Montréal in 1976 liep Berend de 100 meter horden, en behaalde de vierde plaats.
Berend behaalde in 1974 op de 100 meter horden een vijfde plaats op de Europese kampioenschappen in Rome. Vier jaar later behaalde ze op de op de Europese kampioenschappen in Praag een bronzen medaille met een tijd van 12,73 s. Met die tijd was ze in 2007 nog de tiende snelste hordeloopster van Duitsland.
Gudrun Berend is de moeder van Olympisch sprintster Katja Wakan.